# Tea Party (canción)
«Tea Party» es el segundo sencillo de Almost Alice, banda sonora de la película Alicia en el país de las marravillas, interpretado por la cantante estonia Kerli. La canción es del género Pop Rock y ha sido el tema que la ha dado a conocer mundialmente, junto con "Walking on Air" .

## Lanzamiento
La canción fue lanzada por Buena Vista Records como sencillo y a través de descarga digital en marzo del 2010.

## Video
El video fue dirigido por Justin Harder y fue lanzado el 10 de marzo. Cuenta con Kerli en una fiesta de té pródigo con sus invitados en abstracto con maquillaje y vestuario bizarros. Se revela hacia el final Kerli agregó una poción para el té que hace que los huéspedes se convierten en muñecas que ella recoge y coloca en una estantería.

## En Vivo
Kerli cantó "Tea Party", "Walking on Air" y "Strange" en el Alice in Wonderland Ultimate Fan Event el 19 de febrero de 2010 y sirvió como promoción para la película.

## Remix
El 11 de mayo, Kerli lanzó el remix de Tea Party hecho por Jason Nevins en su MySpace. La canción estará oficialmente disponible el 1 de junio, el mismo día que la película Alicia en el país de las marravillas este disponible en formato DVD y Blu-ray en la edición Deluxe de Almost Alice.

## Posicionamiento
| Listas (2010)             | Posiciones |
| ------------------------- | ---------- |
| Italia Singles Chart      | 8          |
| MTV Brasil Top 10 (Video) | 2          |

- Datos: Q782715